# Torre-serona
Torre-serona est une commune de la province de Lérida, en Catalogne, en Espagne, de la comarque de Segrià.

## Toponymie
De l'espagnol torre, la tour et du celte pyrénéen Serona, déesse Sirona.